# La Faurie
La Faurie – miejscowość i gmina we Francji, w regionie Prowansja-Alpy-Lazurowe Wybrzeże, w departamencie Alpy Wysokie.

## Demografia
Według danych na rok 1990 gminę zamieszkiwały 224 osoby, a gęstość zaludnienia wynosiła 7 osób/km². W styczniu 2015 r. La Faurie zamieszkiwało 313 osób, przy gęstości zaludnienia wynoszącej 10 osób/km².